# Marie Louisa Kirschnerová

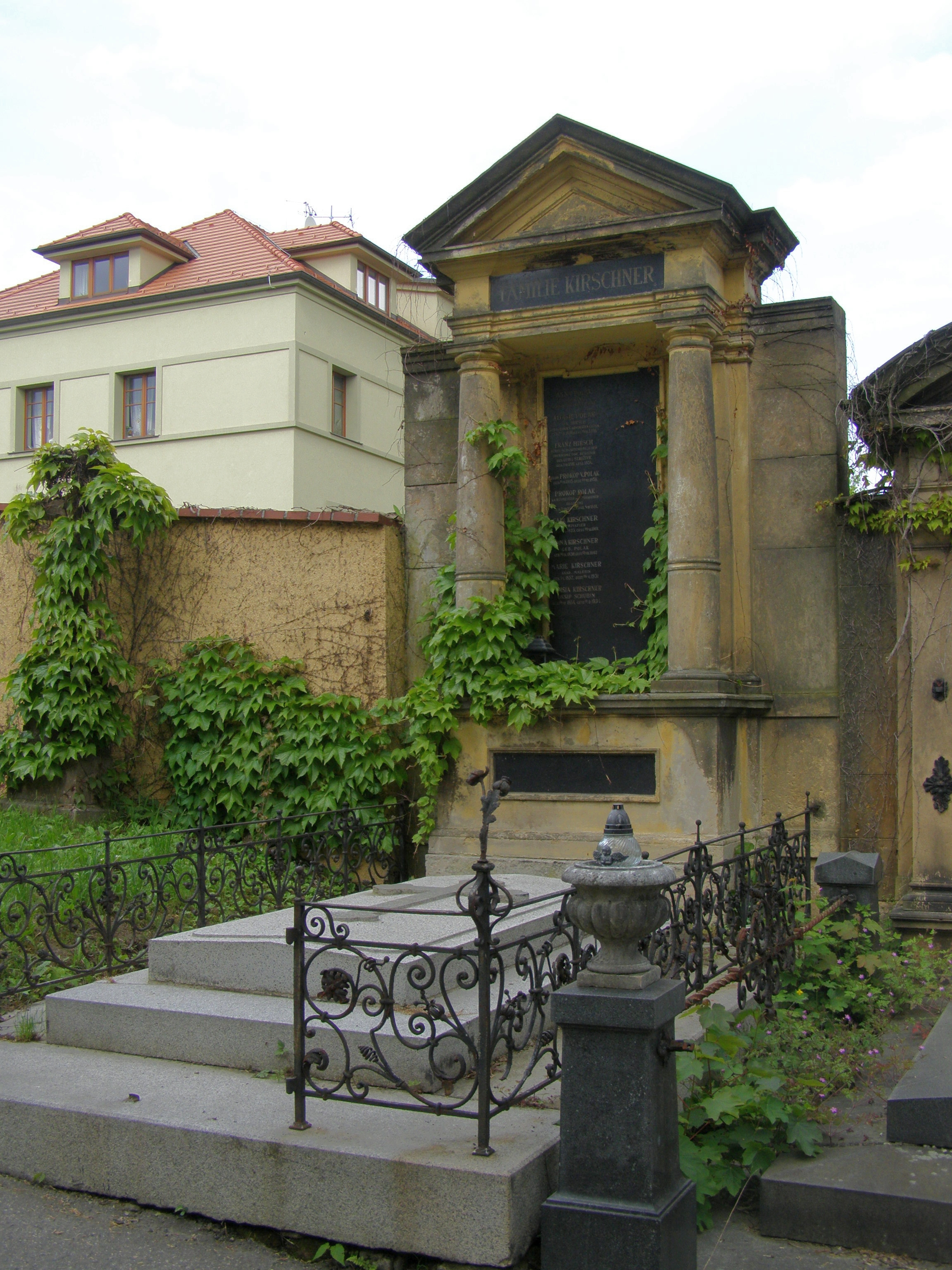
Hrob sester Kirschnerových na pražských Malvazinkách

Marie Louisa Kirschnerová, německy Maria Kirschner (7. ledna 1852 Praha – 30. června 1931 zámek Košátky) byla německo-česká malířka a sklářská výtvarnice.

## Život
Narodila se v bohaté asimilované židovské rodině. Otec byl velkostatkář a podnikatel Karl Kirschner, majitel statků Lochkov a Radlice a zakladatel Radlické mlékárny, její matka Anna, rozená Poláková (1830–1902). Měla sestru Aloisii (1854–1934) a bratra Karla (1857–1912).
Studovala soukromě u Josefa Navrátila a rodiny Piepenhagenů a v letech 1870–1871 u Ad Liera v Mnichově. Ve studiu pokračovala v Paříži u Julese Dupré a Alfreda Stevense (1873–1876). V letech 1887–1914 žila spolu se svou sestrou Aloisií v Berlíně. Jejich salon, kde se scházeli spisovatelé, malíři a hudebníci patřil k nejprestižnějším adresám. Na počátku první světové války se natrvalo vrátila do Čech a žila na zámku v Košátkách. Byla členkou Sdružení umělkyň a příznivkyň umění v Berlíně (Verein für Kunstlerinnen und Kunstfreundinnen) a v Praze Amerického klubu dam. Mezi její přátele patřila berlínská spisovatelka Marie von Olfers, malířka Zdenka Braunerová a hraběnka Maximiliane von Oriola.

### Práce
Byla ovlivněna francouzským uměním a barbizonskou školou. Kromě malby krajin, květin a zátiší se věnovala textilním návrhům a užitkové keramice. V Berlíně navrhovala nábytek a celé interiéry pro zámožné zákazníky, jako byli průmyslníci Rath, Siemens, Lipperheide a Stollwerck. Za návrh pokoje pro German Reich obdržela stříbrnou medaili na Světové výstavě v St. Louis roku 1904.
Od roku 1897/1898 spolupracovala se šumavskou sklárnou Loetz a stala se hlavní designérkou užitkového skla. Vytvořila pro sklárnu celkem 277 moderních návrhů skla s geometrickými tvary a střízlivým dekorem, které překonávaly secesní styl a předjímaly funkcionalismus. Sklo vyrobené podle jejích předloh bylo považováno za vrchol dobového designu. Uměleckoprůmyslové výrobky Marie Kirschnerové získaly řadu ocenění na výstavách v Praze (1893), St. Louis (1904) a v Lutychu (zlatá medaile, 1906). Po finančním úpadku sklárny Loetz navrhovala Marie Kirschner figurky zvířat pro hromadnou produkci.

## Dílo

### Výběr
- Váza Loetz[5]
- Skleněný svícen[6]
- Dvouuchá váza[7]
- Skleněná konvice[8]

### Zastoupení ve sbírkách
- Památník národního písemnictví
- Národní galerie v Praze
- Muzeum Šumavy, Kašperské Hory
- Passauer Glasmuseum, Pasov
- Západočeská galerie v Plzni
- Západočeské muzeum, Plzeň

### Galerie

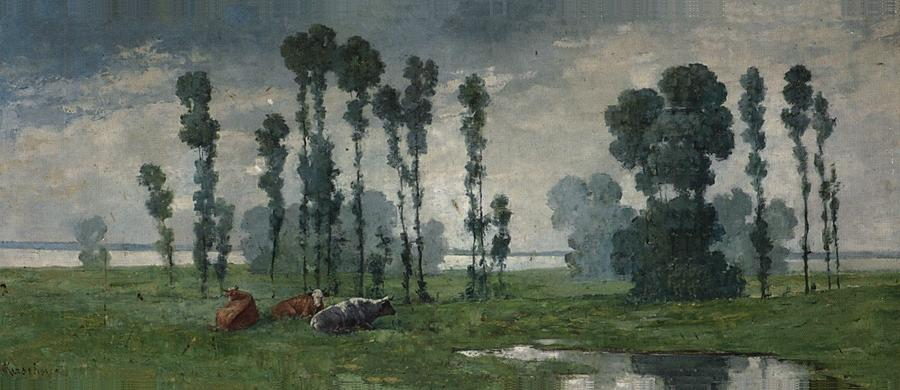
River landscape with cattle
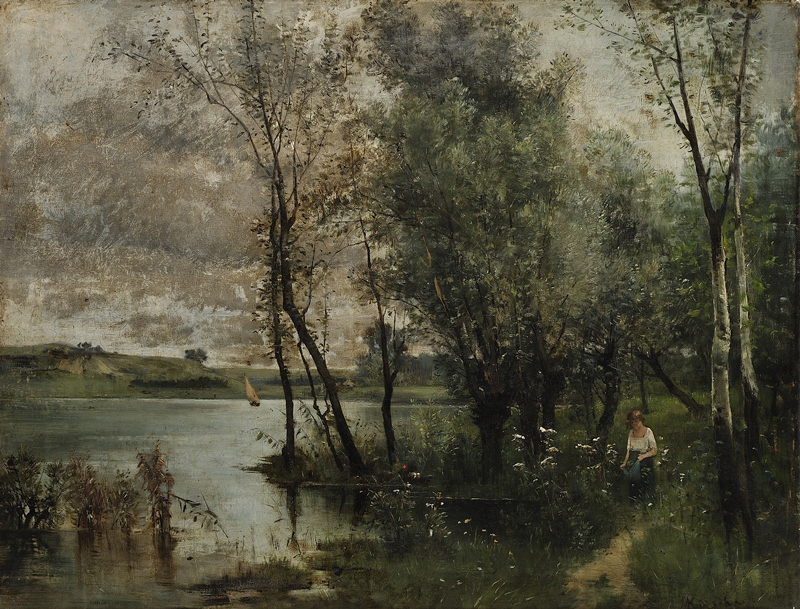
Krajina z Roztok (před 1900)
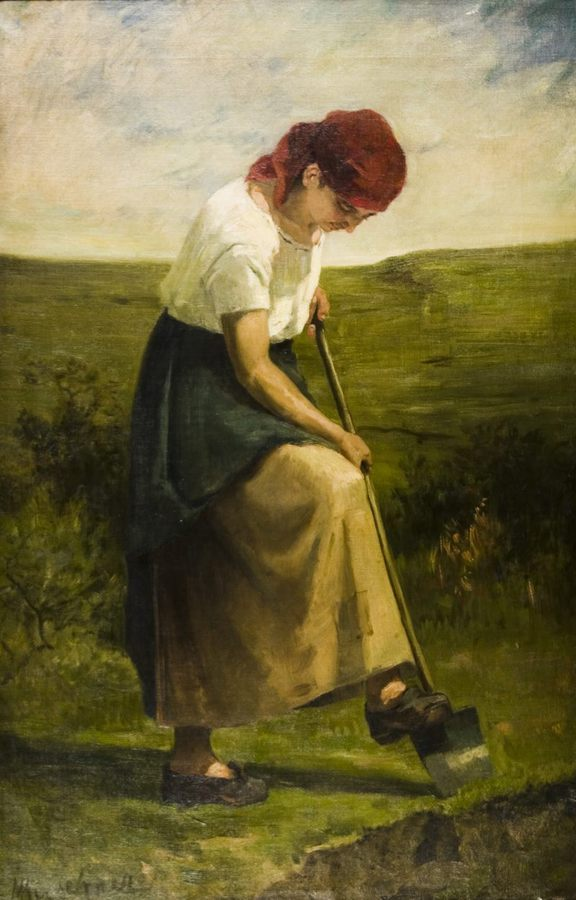
Venkovanka
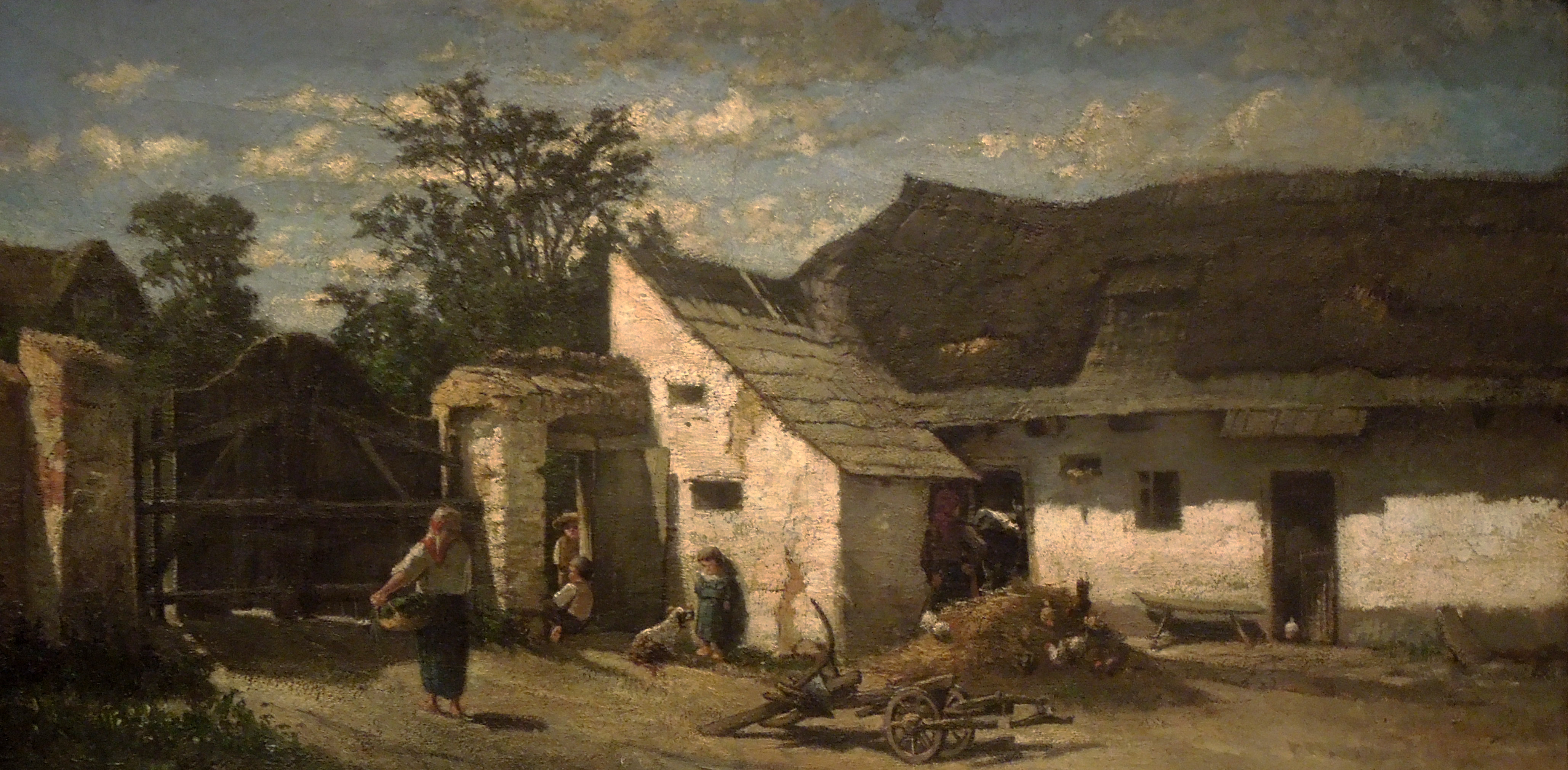
Courtyard of a French Farmhouse